# Zoya Douchine
Zoya Douchine (auch deutsch Zoja Duschin, früher russisch Зоя Алексеевна Душина/Soja Alexejewna Duschina, verheiratete von Barkenstein; * 24. Oktober 1983 in Moskau) ist eine frühere deutsche Eiskunstläuferin russischer Herkunft.

## Biografie
Mit dem Eiskunstlaufen begann Zoya Douchine im Alter von sechs Jahren bei Ljudmila Tschernischewa in Moskau. Zusammen mit ihren Eltern kam sie 1991 nach Deutschland. Douchine startete für den EV Augsburg (bis 1999) und den ERC München, ihre Trainer waren Christa Winklmaier/Axel Teschemacher, Alexander Wedenin und schließlich Steffi Ruttkies (seit 2001). Ihre größten Erfolge waren der nationale Juniorentitel 1996 sowie die deutsche Vizemeisterschaft im Jahr 2000, im selben Jahr nahm sie an Europa- und Weltmeisterschaften teil (Kürmusik „West Side Story“).
Zoya Douchine musste ihre Amateurlaufbahn 2003 wegen einer chronischen Fußverletzung (Ermüdungsfraktur) beenden. Nach dem Schulabschluss absolvierte sie eine Ausbildung zur Steuerfachangestellten. Im Jahr 2005 trat Douchine in einer kleinen Nebenrolle im Kinofilm Der Tod kommt krass des Komikerduos Erkan und Stefan auf. Seit 2013 ist sie in München als Unternehmerin in der Immobilienbranche tätig. Mit ihrem Ehemann hat sie einen Sohn und eine Tochter.

## Erfolge/Ergebnisse
| Wettbewerb/Saison            | 1995/96 | 1996/97 | 1997/98 | 1998/99 | 1999/00 | 2000/01 | 2001/02 |
| ---------------------------- | ------- | ------- | ------- | ------- | ------- | ------- | ------- |
| Weltmeisterschaften          | –       | –       | –       | –       | 17.     | –       | –       |
| Europameisterschaften        | –       | –       | –       | –       | 18.     | –       | –       |
| Junioren-Weltmeisterschaften | –       | –       | –       | –       | Z       | –       | –       |
| Deutsche Meisterschaften     | 1. J    | 9.      | 7.      | 4.      | 2.      | 4.      | 5.      |
| GP Cup of Russia (RU)        | –       | –       | –       | –       | –       | –       | 7.      |

Legende: J = Junioren; GP = Grand Prix; Z = zurückgezogen